# Graham Young
Graham Frederick Young, né le 7 septembre 1947 à Neasden et mort le 1er août 1990 à la Prison de Parkhurst, est un tueur en série anglais, surnommé l'« empoisonneur à la tasse de thé » (Teacup Poisoner).
Obsédé par des poisons dès son plus jeune âge, Young a commencé à empoisonner la nourriture et la boisson de parents et d'amis d'école. Il a été arrêté lorsque son comportement est devenu suspect et que son professeur a contacté la police. Young a plaidé coupable de trois intoxications non mortelles et, en mai 1962, a été arrêté et interné à l'Hôpital Broadmoor, deux mois plus tard, à l'âge de 14 ans, pour le meurtre par empoisonnement de sa belle-mère.
Libéré en février 1971, Young a obtenu un emploi dans une usine à Bovingdon, dans le Hertfordshire, où il a commencé à empoisonner ses collègues, ce qui a entraîné deux décès, en juillet et novembre 1971, ainsi que plusieurs maladies graves. Il a été reconnu coupable de deux chefs de meurtre et de deux chefs de tentative de meurtre, en juin 1972. Young a purgé la majeure partie de sa peine à la Prison de Parkhurst, où il est mort d'une crise cardiaque en 1990.
L'affaire Young fait la une des journaux au Royaume-Uni et a conduit à un débat public sur la libération des délinquants souffrant de troubles mentaux. Quelques heures après sa condamnation, le gouvernement britannique a annoncé deux enquêtes sur les questions qu'il a soulevées. Le Comité Butler a conduit à des réformes à grande échelle dans les services de santé mentale, tandis que l'adoption de la loi de Poisons de 1972 a imposé de sévères restrictions à l'achat de poisons mortels. L'histoire de la vie de Young a inspiré un film, en 1995.

## Biographie

### Premières années
Graham Young est né le dimanche 7 septembre 1947, à Neasden (Middlesex), de Frederick et Bessie Young. Il a une sœur aînée, Winifred. Après que sa mère soit morte de la tuberculose, alors qu'il a quatorze semaines, Young est envoyé vivre avec un oncle et une tante, tandis que sa sœur part vivre avec leurs grands-parents.
Le père de Graham, Fred Young, monteur de son métier, se remarie, le 1er avril 1950, avec Molly, une jolie jeune femme jouant de l'accordéon dans un pub du quartier. Peu de temps après le mariage, la famille Young se retrouve réunie de nouveau.
En 1952, Young entre à l'école primaire. Il est décrit comme un enfant solitaire. Ses relations avec son père semblent difficiles, mais Young semble bien s'entendre avec sa belle-mère et sa sœur, Winifred. À la maison, Young est très attaché à "Lemon", le canari de la famille.
En 1957, à l'âge de 9 ans, Young développe une fascination pour les poisons et leurs effets, considérant l'empoisonneur victorien William Palmer comme son héros personnel. Il lit longuement la magie noire, Adolf Hitler et l'Allemagne nazie,.
En 1959, Young fréquente la John Kelly Boys' School, où il commence à lire des livres sur la toxicologie,.

### Premiers empoisonnements
Au début de 1961, Young acquiert l'antimoine d'un chimiste local, signant le registre des poisons au nom de M.E. Evans ; sa connaissance des poisons et de la chimie convainc le chimiste qu'il est plus âgé qu'il n'est apparu. Tout d'abord, sa belle-mère Molly commence à souffrir de vomissements, de diarrhée et de douleurs atroces à l'estomac, qu'elle pense d'abord être des attaques bilieuses. Peu de temps après, son père souffre de crampes d'estomac similaires, le prenant d'hallucinations pendant plusieurs jours consécutifs.
Au cours de l'été, sa sœur tombe malade à plusieurs reprises. Peu de temps après, Young tombe lui-même malade, contaminé par l'empoisonnement de ses proches. Il semblerait même que la pousse mystérieuse se propage au-delà de leur foyer : deux amis de Young, les amis de Young sont également absents à plusieurs reprises de l'école, tous deux souffrant de symptômes similaires,.
Un matin de novembre 1961, Winifred reçoit une tasse de Graham, mais trouve son goût si aigre qu'elle décide de le jeter après une bouchée. Alors qu'elle est dans le train pour se rendre au travail, elle est prise d'hallucinations et est contrainte d'être aidée à sortir de la gare. Emmenée à l'hôpital, les médecins concluent à un empoisonnement Atropa belladonna. Young est confronté à son père, mais affirme que Winifred a utilisé d'elle-même les tasses à thé de la famille pour mélanger un shampooing. Non convaincu des explications de son fils, le père de Young fouille sa chambre, mais ne trouve aucune preuve l'incriminant. Néanmoins, il avertit son fils d'être plus prudent à l'avenir lorsque celui-ci « s'ennuie avec ces produits chimiques sanglants »,.

### Premier meurtre
Le 21 avril 1962, la belle-mère de Young meurt. Sa mort a été attribuée à un disque cervical prolapsus, résultant d'un accident de la route. Plus tard, Young dira à la police l'avoir empoisonnée avec une dose mortelle de thallium. À son réveil, Young empoisonne un parent masculin après avoir lacé un pot de cornichon de moutarde avec de l'antimoine. Peu de temps après, son père tombe gravement malade et est emmené à l'hôpital, où on lui dit qu'il souffrait d'antimoine et qu'une dose supplémentaire l'aurait tué. La tante de Young, qui connaissait sa fascination pour les poisons, devient suspecte, tout comme un professeur de sciences qui a découvert plusieurs bouteilles de poison dans son bureau. L'enseignant et le directeur de la police organisent que Young soit interviewé par un psychiatre se faisant passer pour un conseiller en carrière, ayant contacté la police après que Young ait révélé ses connaissances approfondies sur les poisons et la toxicologie.
Young est arrêté le 21 mai 1962, après son retour de l'école. Dans son bureau, sont découverts des flacons de thallium et d'antimoine. Lorsqu'il est interrogé par la police, il reconnaît avoir empoisonné son père, sa belle-mère, sa sœur et un ami à l'école. Il est placé en détention provisoire, en l'attente d'être jugé. Le psychiatre Dr Christopher Fysh témoigne que Young avait un trouble psychopathique plutôt qu'une maladie mentale et n'a pas « développé un sens moral normal ». Il estime que Young comporte un risque énorme de récidive et raconte une conversation dans laquelle Young se languit de son antimoine. Fysh recommande que Young soit détenu à l'hôpital Broadmoor du Berkshire, un établissement pour les patients atteints de troubles mentaux ayant commis des infractions pénales. Le Dr Donald Blair, un autre psychiatre, corrobore le point de vue de Fysh,.
Le 6 juillet 1962, Young plaide coupable de trois accusations d'empoisonnement de son père, de sa sœur et de son ami d'école et est reconnu coupable d'une « mauvaise administration d'une chose nocive pour infliger des lésions corporelles graves ». Il n'est pas accusé d'avoir assassiné sa belle-mère, aucune autopsie ne pouvant être pratiquée en raison de son incinération. Le juge Melford Stevenson décide que Young doit être détenu en vertu de l'article 60 de la loi sur la santé mentale à Broadmoor. En outre, il est condamné à un internement à l'hôpital psychiatrique dont il ne peut être libéré pendant quinze ans, sans l'approbation du Ministre de l'intérieur,.

### Internement et deuxième meurtre présumé
Interné à l'âge de 14 ans, Young figure parmi les plus jeunes détenus de l'histoire de Broadmoor.
Le 6 août 1962, John Berridge, un codétenu, meurt d'un empoisonnement au cyanure. Young est soupçonné par certains membres du personnel et détenus, notamment car Berridge se serait moqué de son pucelage et parce que Young aime expliquer en détail comment le cyanure peut être extrait des feuilles de laurier. En effet, les terrains autour de Broadmoor sont recouverts de laurier. L'implication de Young ne sera cependant jamais prouvée et la mort de Berridge est classée comme suicidaire.
Young continue de lire des manuels médicaux et de toxicologie, obtenus à partir de la bibliothèque de Broadmoor. Il continue également à s'intéresser au nazisme, à William Shirerlisant, The Rise and Fall of the Third Reich et The Sflge of the Swastika de Lord Russell. À un moment donné, Young développe une moustache de brosse à dents et est amené à imiter les discours d'Hitler et à écouter les compositions musicales de Richard Wagner, l'une des idoles d'Hit.
En 1965, Young fait une première demande de libération conditionnelle. Son père et sa sœur fréquentent le tribunal et déclare que, si Young était libéré, aucun de ses parents ne serait disposé à le loger; son père insiste pour que son fils « ne soit jamais libéré ». La demande de Young est donc rejetée.
En juin 1970, le psychiatre de Broadmoor, Edgar Udwin, écrit au ministre de l'Intérieur pour recommander la libération de Young, annonçant qu'il n'est « plus obsédé par les poisons, la violence et la malice, et qu'il il n'est plus un danger pour les autres ». Young fait cependant remarquer à une infirmière de Broadmoor : « Quand je sors, je vais tuer une personne pour chaque année que j'ai passé dans cet endroit. » ; une déclaration étouffée par son bon comportement.

### Libération et nouveaux meurtres
Young est libéré le 4 février 1971, après huit ans et demi de détention. Il s'installe avec sa sœur et son beau-frère, à Hemel Hempstead,.
En quelques semaines, il reprend son intérêt pour les poisons, mais une tentative d'obtenir du poison de John Bell et Croyden dans la rue Wigmore n'abouti pas, le chimiste ayant refusé de les vendre sans autorisation écrite. Young est dûment restitué avec l'autorisation requise sur le papier à la tête de la note du Bedford College et est vendu 25 g de tartrate de potassium de l'antimoine. Il évoque au chimiste en avoir besoin pour une analyse qualitative et quantitative. Il retourne ensuite au même chimiste pour acheter 25 g de thallium.
Young suit un cours de formation à Slough et séjourne dans une auberge de jeunesse à proximité de Cippenham. Il se lie d'amitié avec Trevor Sparkes, un autre habitant de l'auberge, âgé de 34 ans, et les deux ont parfois visité un pub ensemble ou ont partagé une bouteille de vin dans la chambre de Sparkes. Young avouera plus tard l'empoisonnement des sparkes avec de l'antimoine tartrate sodium.
Dans la nuit du 10 février 1971, Sparkes tombe violemment malade, manifestant de la diarrhée, des fourmillements et des aiguilles dans les jambes et des douleurs dans ses testicules; plus tôt dans la soirée, il avait accepté un verre d'eau de Young. Les symptômes de Sparkes réapparaissent périodiquement au cours des mois suivants. Il se sent si malade lors d'un match de football qu'il doit quitter le terrain après quelques minutes. Les spécialistes ne sont pas en mesure d'identifier la cause, la diagnostiquant diversement comme une infection rénale, une infection intestinale, une infection des voies urinaires ou une infection de l'estomac. Sparkes quitte Slough, en avril 1971, et se rétablit progressivement.
Le 10 mai 1971, Young obtient un emploi de sous-magasin aux laboratoires John Hadland, à Bovingdon, dans le Hertfordshire, près de la maison de sa sœur à Hemel Hempstead. La société fabrique des lentilles infrarouges à bromure de thallium, qui ont été utilisées dans le matériel militaire. Aucun thallium n'est cependant stocké sur le site, nécessitant Young d'obtenir sa réserve de poison d'un chimiste londonien. Dans sa demande, Young feint d'affirmer que son manque d'emploi est lié à une dépression nerveuse, à la suite de la mort de sa mère dans un accident de voiture. Ses employeurs reçoivent des références dans le cadre de sa réadaptation de Broadmoor, mais ignorent qu'il s'agit d'un empoisonneur condamné et d'un ancien patient de Broadmoor. Young quitte Slough et loue une chambre à Maynard Road, Hemel Hempstead, à 4 dollars par semaine.
Les nouveaux collègues de Young le trouvent imprévisible ; il peut être sournois et s'en tenir à lui-même, mais les autres jours, il peut être plus gai. Pendant les pauses, il est généralement seul en train de lire, invariablement un livre sur l'un de ses sujets préférés : la guerre, la chimie, les nazis ou les meurtriers célèbres. Young n'est pas bavard, à moins que l'un de ses sujets préférés ne soit en train d'être discuté. Ses fonctions à Hadland comprennent la collecte de boissons dans le chariot de thé dans le couloir et l'amener au magasin. Chaque employé possède sa propre tasse, ce qui lui permet de cibler plus facilement des individus spécifiques pour l'empoisonnement. Peu après l'arrivée de Young à Hadland, il commencé à empoisonner ses collègues, se concentrant sur ses collègues immédiats dans les magasins. Son modus operandi consiste à glisser du poison, généralement de l'antimoine ou du thallium, dans leur thé ou leur café. Les victimes tomberaient malades avec des symptômes tels que des vomissements, des douleurs à l'estomac, des nausées et des diarrhées. Initialement, la maladie mystérieuse ést supposée être un virus et était surnommée le « Bug de Bovoingdon ». D'autres explications avancées sont la contamination de l'approvisionnement en eau et de la radioactivité locale d'un aérodrome désaffecté à proximité.
La première victime de Young à Bovingdon est Bob Egle, 59 ans, directeur des magasins chez Hadland et supérieur immédiat de Young. Egle, un vétéran de l'évacuation de Dunkerque, est longuement interrogé par Young sur ses expériences de guerre. Il commence à tomber malade, le 3 juin 1971, quelques semaines après l'arrivée de Young dans l'entreprise, prenant plusieurs jours de congé avec diarrhée et de fortes douleurs à l'estomac. Sa santé s'améliore après une semaine de vacances, mais à son retour, Young met une dose mortelle de thallium dans son thé de l'après-midi. L'état d'Egle se dégrade rapidement, à partir de ce point, consistant en une douleur dorsale intense et un engourdissement dans ses doigts et ses pieds. Il est transféré à l'unité de soins intensifs de l'hôpital St Albans City, où la paralysie s'est installée. Young semble avoir fait preuve d'une vive préoccupation pour Egle, contactant à plusieurs reprises l'hôpital pour des mises à jour sur ses progrès. Egle meurt finalement le 7 juillet 1971. Une autopsie attribue la mort d'Egle à une forme rare de polyneurite connue sous le nom syndrome de Guillain-Barré. Young est choisi pour accompagner le directeur général Godfrey Foster aux funérailles d'Egle en tant que représentant du département d'Egle géré. Foster rappelle que Young a fait remarquer à quel point  « le sang ne devrait pas venir des terreurs de Dunkerque pour être victime d'un étrange virus ».
Pendant les absences d'Egle, Young cible son assistant, Ron Hewitt, empoisonnant son thé avec de l'antimoine. Hewitt a déjà accepté un emploi dans une autre entreprise et travaillait son avis (Young a été spécifiquement embauché comme remplaçant). Après avoir quitté l'entreprise, il ne souffe plus de symptômes. À la suite de la mort d'Egle et du départ de Hewitt, Young est promu comme américano-directeur pour une période probatoire. Pendant les mois suivants, ses intoxications sont limitées à de petites doses d'antimoine dans le thé de sa collègue Diana Smart, généralement lorsqu'elle l'ennuie. Young écrit dans son journal : « Diana Smart m'a irrité hier pour que je l'aie emballée à la maison avec une crise de maladie. Je ne lui ai donné que quelque chose pour la secouer. Je regrette maintenant de ne pas lui avoir donné une plus grande dose, capable de la poser pendant quelques jours. ».
Le 8 octobre 1971, Young met de l'acétate de thallium dans le thé de David Tilson. Celui-ci trouve le thé trop sucré pour son goût (il avait ajouté du sucre pour déguiser tout goût inhabituel du thallium) et ne boit donc pas tout. Young administre une seconde dose de thallium une semaine plus tard. Tilson est admis à l'hôpital avec des jambes engourdies, des difficultés respiratoires et des douleurs thoraciques. Sa peau est si tendre qu'il ne peut supporter le poids des draps et perd ses cheveux. Young a un plan de secours pour visiter Tilson à l'hôpital et lui offrir une bouteille de brandy lacée avec plus de thallium. Par la suite, Tilson se rétablit, bien qu'il soit été laissé impuissant de façon permanente par l'empoisonnement.
En même temps qu'il empoisonnait Tilson, Young commence également à empoisonner un autre employé de Hadland, Jethro Batt. Batt devient ami avec Young et lui donne une promenade à la maison de Hemel Hempstead. Young admettra avoir administré 4 g de thallium à Batt en deux doses pour le tuer. Batt trouve cependant le café trop fort et ne boit pas tout. Néanmoins, Batt est admis à l'hôpital avec des douleurs à l'estomac et à la poitrine, et une perte de cheveux. L'empoisonnement le rend suicidaire. Batt finit par se rétablir, mais, de la même manière que Tilson, il est également laissé impuissant.
Fred Biggs, un conseiller local de 56 ans et employé à temps partiel à Hadland, est empoisonné par Young avec de l'antimoine, provoquant les symptômes typiques de "Bovingdon Bug". Puis, le 30 octobre 1971, Young met trois doses d'acétate de thallium dans le thé de Biggs. Le lendemain, Biggs développe des douleurs thoraciques et des difficultés à marcher. Quelques jours, il est admis à l'hôpital général Hemel Hempstead, puis transféré à l'hôpital de Whittington dans le nord de Londres, suivi par le London National Hospital for Nervous Diseases (qui fait maintenant partie du National Hospital for Neurology and Neurosurgery). Son système nerveux central se détériore au point qu'il ne puisse pas parler et de ui occasionner des difficultés à respirer. Sa peau commence par ailleurs, à se décoller. Young se déclaré préoccupé par l'état de Biggs, en téléphonant continuellement l'épouse de Biggs ainsi qu'à l'hôpital pour faire directement des demandes de renseignements. Biggs meurt finalement le 19 novembre 1971.
La direction de Hadland se préoccupe par la maladie mystérieuse et ouvre une enquête. Pendant ce temps, certains des collègues de Young commencent à avoir des soupçons à son sujet. Smart remarque que Young n'a jamais été affecté par le bogue et suggère qu'il pourrait être porteur du "virus". Philip Doggett informe la prise en charge de l'intérêt malsain de Young pour les poisons. Le médecin de l'entreprise, le docteur Iain Anderson, déclare au personnel avoir exclu l'empoisonnement des métaux lourds comme cause possible, ce qui a conduit à une dispute avec Young, ayant insisté sur le fait que les symptômes mis en avant par les victimes soulignent ce diagnostic. Il découvre rapidement que Young possède une connaissance approfondie des poisons et de la toxicologie, ce qui incite John Hadland, le propriétaire de l'entreprise, à contacter la police. Les enquêteurs remarquent que le début du "Bovingdon Bug" corresponde à l'arrivée de Young à la compagnie. Une vérification des antécédents révèle ses condamnations d'empoisonnement antérieures.

### Arrestation et incarcération
Young est arrêté le 20 novembre 1971, au domicile de sa tante et de son oncle à Sheerness. Rien d'incriminant n'est trouvé sur sa personne. Il nie tout acte répréhensible, mais, alors qu'on le conduisait, sa tante l'a entendu demander aux officiers quel est le motif de son arrestation. Lorsque la police fouille son lit, ils découvrent une grande réserve de bouteilles contenant des poisons, dont 434 milligrammes de thallium et 32,33 grammes d'antimoine, ce dernier 200 fois une dose mortelle. D'autres poisons en sa possession comprennent l'atropine, l'aconitine et le digitalis. Ses logements sont également couverts d'attrimages nazis, y compris des croix croix gammées et des photos de personnages nazis. La police découvre également un journal détaillé que Young avait gardé, notant les doses qu'il a administrées. Après d'autres interrogatoires de la police, Young avoue que les initiales dans le journal font référence à ses collègues (F' était Fred Biggs, 'D' était David Tilson et ainsi de suite),.
Young reconnaît avoir empoisonné Egle, Biggs, Batt, Tilson et Trevor Sparkes, et avoue avoir délibérément utilisé différents poisons afin de perturber les médecins. Il revendique également d'avoir commis le « meurtre parfait » en tuant sa belle-mère, Molly Young. Il passe vingt minutes à expliquer aux officiers les effets du thallium sur le corps humain. Lorsqu'on lui demande la raison de ses empoisonnepments, Young répond qu'il s'agit simplement de test, en parlant des victimes comme cobayes.
Young est placé en détention provisoire, en l'attente d'être jugé. Il est accusé de deux chefs de meurtre, de deux chefs de tentative de meurtre, de quatre chefs d'empoisonnement dans l'intention de blesser et de quatre chefs d'accusation d'empoisonnement dans l'intention de causer des lésions corporelles graves. Il plaide non coupable de ses crimes, rendant ainsi difficile la recherche d'un avocat prêt à le représenter; la date du procès se voit reportée à plusieurs reprises,.

### Procès et condamnation
Le procès s'ouvre le 19 juin 1972, à la Crown Court St Albans.
En raison des garanties protégeant les défendeurs, le jury ne pouvait être informé des condamnations antérieures de Young pour empoisonnement. Young se rétracte dans ses aveux antérieurs à la police, affirmant qu'il les avait fait pour se reposer. Néanmoins, les preuves contre lui sont solides. L'accusation appelle 75 témoins à comparaître ; Young lui-même est le seul témoin à sa défense. Des extraits du journal de Young sont lus au tribunal ; il affirme que le journal est un fantasme pour un roman. L'examen des organes internes des Biggs ont trouvé du thallium dans ses intestins, ses reins, ses muscles, ses os et son tissu cérébral. Les restes crémés de Bob Egle, qui n'avaient pas encore été dispersés, ont également été analysés et ont été trouvés contenant 9 mg de thallium. Ce dernier est le premier cas de cendres incinérées utilisées comme preuve d'une condamnation pour meurtre.
Le 29 juin 1972, après une heure et 38 minutes de délibération, le jury déclare Young coupable de deux chefs d'accusation de meurtre (Egle et Biggs), de deux chefs d'accusation de tentative de meurtre (Batt et Tilson) et de deux chefs d'administration de poison dans l'intention de blesser (Smart et Hewitt). Il n'est pas reconnu coupable d'administration de poison à Sparkes et Buck, et est acquitté des quatre chefs d'administration de poison dans l'intention de causer des lésions corporelles graves. Par l'intermédiaire de son conseil, Young demande à être envoyé dans une prison classique plutôt que de retourner à Broadmoor. Sa demande est acceptée. Il est condamné à la prison à perpétuité.

### Détention et mort
Young purge d'abord sa peine à l'Hôpital Ashworth, où se lie d'amitié avec le Ian Brady, avec qui il partage une fascination pour l'Allemagne nazie. Le livre de Brady, The Gates of Janus, dans lequel il parle de divers tueurs en série, comprend un chapitre sur Young, faisant part de son personnalité « asexuée » et trouvant même une discussion sur les questions sexuelles. Par ailleurs, Brady déclare qu'« il est difficile de ne pas symmpathiser avec Graham Young ».
Young meurt, dans la soirée du 1er août 1990, dans sa cellule de Prison de Parkhurst. La cause du décès est liée à un infarctus du myocarde. Young n'ayant pas eu d'antécédents de maladie cardiaque, des fortes convictions laissent à penser qu'il se serait suicidé ou qu'il a été assassiné par des prisonniers ou du personnel pénitentiaire qui ne se sentaient pas en sécurité autour lui.
Young est incinéré, le 15 août 1990, et ses cendres sont dispersées sur la plage, le 2 septembre 1990.

## Polémiques
Le 29 juin 1972, le jour de la condamnation de Young, le ministre de l'Intérieur Reginald Maudling fait une déclaration à la Chambre des communes du Royaume-Uni sur les questions soulevées par l'affaire. Désormais, aucun patient d'un hôpital spécial ne doit être libéré sans deux recommandations concordantes de la part des psychiatres. La surveillance des patients libérés doit également être améliorée,.
Maudling ordonne l'examen des procédures actuelles de libération des délinquants des hôpitaux psychiatriques. L'examen devait être effectué par un comité de trois hommes dirigé par Sir Carl Aarvold, Recorder de Londres. Leurs résultats seront publiés en janvier 1973. Maudling annonce également une enquête pour examiner la gestion des délinquants souffrant de troubles mentaux dans le système de justice pénale, qui sera présidée par Lord Butler. Cela conduit à des recommandations du Comité de Butler, en 1975, qui aboutiront à l'expansion des services de santé mentale médico-légaux avec le développement d'unités régionales (désormais appelées moyennes) d'unités sûres dans la plupart des régions sanitaires d'Angleterre et du Pays de Galles. Auparavant, seuls les hôpitaux de haute sécurité de Broadmoor, Ashworth et Rampton étaient dans ce cas,.
À la suite de la condamnation de Young, des rapports d'empoisonnements au chat sont rapportés dans la presse britannique. En avril 1973, Howard Grodnow d'Ealing se suicide, convaincu d'avoir été empoisonné par Young après avoir lu l'affaire. Au cours des dix-huit mois précédents, il souffrait de douleurs thoraciques sévères, qu'il retraçait jusqu'à une rencontre, dans un pub Hemel Hempstead, avec le jeune homme.
En novembre 2005, une écolière japonaise de 16 ans est arrêtée pour avoir empoisonné sa mère avec du thallium. Elle affirme être fascinée par Young et déclare tenir un blog en ligne, similaire au journal de Young, enregistrant le dosage et les réactions,.
La loi de 1972 sur les poisons a été créée pour restreindre et contrôler la vente de poisons après l'achèvement de l'affaire du tribunal de Young.

## Dans la culture populaire
Un film sorti en 1995, intitulé Le Manuel d'un jeune empoisonneur, est vaguement basé sur la vie de Young.
Young est le sujet d'un épisode de la série ITV Crime Story, intitulé "Terrible Coldness", diffusé le 6 octobre 1993. Son personnage est interprété par Mark Womack.
Au cours de son procès, Young exprime l'espoir que son travail de cire apparaîtra dans La chambre d'horreur de Mme Tussauds. Plus tard, il sera exaucé et sa ressemblance sont apparues dans l'exposition près de celles de Hawley Harvey Crippen et John George Haigh.
En 2009, une peinture des jumeaux Kray de Young est vendue aux enchères à Andover pour 2 700 dollars.
La sœur de Young écrit un livre, publié par Robert Hale, le 18 janvier 1973, intitulé Obsessive Poisoner: The Strange Story of Graham Young par sa sœur Winifred Young.
En 2021, Carol Ann Lee publie un véritable livre criminel intitulé A Passion for Poison: Serial Killer. Poisoner. Schoolboy. publié par John Blake (journaliste anglais).
En 2024, Amazon Prime Video publie un véritable documentaire sur le crime intitulé Murder in a Teacup couvrant les victimes de Young, en particulier sa famille et ami d'enfance Christopher Williams et ses victimes depuis son temps de travail à Hadlands,.